# Eleccions legislatives macedònies de 1990
Les eleccions legislatives macedònies de 1990 se celebraren l'11 de novembre del 1990. per a escollir els 120 membres de l'Assemblea de la República de Macedònia. Foren les primeres eleccions democràtiques i plurals de la República de Macedònia, que encara formava part de la República Federal Socialista de Iugoslàvia. S'hi presentaren 18 partits i 43 candidats independents. El partit més votat fou la VMRO–DPMNE, però no va obtenir majoria per a governar. L'independent Nikola Kljusev fou nomenat primer ministre de Macedònia i formarà un govern de tecnòcrates que prepararà l'economia del país vers la transició a l'economia de lliure mercat.

## Resultats
Resultat de les eleccions d'11 de novembre de 1990 per a l'Assemblea de la República de Macedònia
| Partit                                                | Vots | %    | Escons |
| ----------------------------------------------------- | ---- | ---- | ------ |
| VMRO–DPMNE                                            |      | 24,8 | 38     |
| Unió Socialdemòcrata de Macedònia                     |      | 25,3 | 31     |
| Partit per la Prosperitat Democràtica                 |      | 23,5 | 23     |
| Partit Liberal Democràtic                             |      | 18,1 | 18     |
| Partit Socialista de Macedònia                        |      | 4,7  | 4      |
| Partit per la Total Emancipació dels Roma a Macedònia |      |      | 1      |
| Partit Popular Democràtic                             |      | 0,4  | 1      |
| Independents                                          |      |      | 4      |
| Total                                                 |      | 100% | 120    |